# 初教-7
初教-7又名練-7(L-7)，是江西洪都航空（前南昌飛機製造公司）与俄罗斯雅克列夫设计局的合作項目，在雅克-152的基础上联合研制生产的新型初级教练机，俄方型號為雅克-152K。

## 發展
上世紀90年代，俄罗斯空军需要新型初级教练机替换老旧型号Yak-18。雅克夫列夫设计局在其現代化的雅克52的基础上，發展出二次現代化的雅克-152初级教练机項目，惟受困於研發生產經費壓力，需寻求合作伙伴。而洪都航空同樣早有意研制初教-7以取代服役近半个世纪的初教-6教练机，至2004年俄方就邀請中方洪都集團加入了雅克152項目，雙方一拍即合，共同分担经费，开发雅克-152K教练机，中国型号則為初教-7。
2007年，初教-7成功立項投入研發，至2010年3月完成詳細設計，於11月珠海國際航展展出。2016年9月29日，雅克-152首飛成功。